# NHK函館放送局
41°46′25″N 140°44′12.5″E / 41.77361°N 140.736806°E
NHK函館放送局（日语：／ Enueichikei Hakodate Hōsōkyoku），又译NHK函馆广播电视台，是日本放送協會位於北海道函館市千歲町，負責主管NHK在北海道渡島、檜山地區事務的地方放送局。

## 外部連結
- 官方网站 （日語）
- 函館放送局アナウンサー・キャスター日記（页面存档备份，存于） （日語）